# ツール・ド・フランス1991
| 第78回 ツール・ド・フランス 1991 | 第78回 ツール・ド・フランス 1991           |
| -------------------------------- | ------------------------------------------ |
| 全行程                           | 22区間, 3914 km                            |
| 総合優勝                         | ミゲル・インドゥライン 101時間01分20秒     |
| 2位                              | ジャンニ・ブーニョ +3分36秒                |
| 3位                              | クラウディオ・キアプッチ +5分56秒          |
| 4位                              | シャーリー・モテ +7分37秒                  |
| 5位                              | リュク・ルブラン +10分10秒                 |
| ポイント賞                       | ジャモリディネ・アブドヤパロフ 316ポイント |
| 2位                              | ローラン・ジャラベール 263ポイント         |
| 3位                              | オラフ・ルードビッヒ 175ポイント           |
| 山岳賞                           | クラウディオ・キアプッチ 312ポイント       |
| 2位                              | ティエリー・クラベローラ 277ポイント       |
| 3位                              | リュク・ルブラン 164ポイント               |

ツール・ド・フランス1991はツール・ド・フランスとしては78回目の大会。1991年7月6日から7月28日まで、全22ステージで行われた。

## みどころ
グレッグ・レモンの総合3連覇がかかった今大会。レモンを中心に、前年総合2位のクラウディオ・キアプッチ、ジャンニ・ブーニョのイタリア勢が対抗視された。
一方、ペドロ・デルガドをリーダーとするスペインのバネストはこの年、前年まで東芝のエースだったフランス人のジャンフランソワ・ベルナールを加入させ、デルガドとともに事実上のダブルリーダー体制を敷き、チームとして3年ぶりのマイヨ・ジョーヌ奪回に意欲を燃やしていた。しかし今大会が始まると、年々力をつけてきている「第3の男」、ミゲル・インドゥラインの好調が伝えられたことから、やがて2人のリーダーを抑え、自らがリーダーとなっていくことになる。

## 今大会の概要
序盤からレモンは好調で、第8ステージの個人タイムトライアルでは区間2位に入り、この時点で早くもマイヨを奪取した。一方、この区間を制したのはインドゥライン。この時点でトップのレモンに2分17秒差の総合4位につけ、ベルナールも5位、デルガドも12位につけるなど、バネスト勢も好調だった。しかしピレネーステージ緒戦となる第12ステージは、今大会の趨勢に大きく影響を与える結果となった。
このステージはシャーリー・モテが制するものの、上位勢のほとんどはクライマー。しかもそのクライマーたちにレモンの他、デルガド、ベルナール、インドゥラインも潰されてしまった。マイヨを奪ったのはリュク・ルブランで、レモンは2分35秒差の2位に転落。またバネスト勢は、インドゥラインが4分44秒差の5位につけるも、ベルナールが5分46秒差の7位、デルガドに至っては7分5秒差の10位にまで後退し、このままではマイヨ奪回は困難な情勢に追い込まれた。
そこでバネストは苦渋の選択として、マイヨが狙える位置にいるインドゥラインをリーダーに据えることにした。そしてバネストのこの選択は、続く13ステージにおいて的中することになる。
第13ステージ。バネストはデルガド、ベルナールがアシストするという贅沢な布陣を敷くことになったが、新リーダーとなったインドゥラインを徹底的にサポートするとともに、当面の敵であるルブラン、そしてレモン潰しに躍起になった。その結果、インドゥラインは、この区間を優勝したキアプッチとほぼ同体でゴールし、レモンはこの区間だけでインドゥラインに遅れること7分17秒、ルブランに至っては12分35秒も遅れ、ついにインドゥラインがこのステージでマイヨを奪った。
さらにアルプスステージにおいてもインドゥラインの快走は続き、デルガド、ベルナールががっちりサポートした第17ステージのラルプ・デュエズゴールにおいても、区間優勝のブーニョに1秒差の2位。この時点でレモンは6分39秒差の総合5位だが、3連覇を狙うには厳しいタイム差となった。
そして第18ステージ。インドゥラインは総合2位につけるブーニョ、同3位のキアプッチを完全にマークし、彼らとともに同タイムゴール。対してレモンは無残にもこのステージにおいて、インドゥラインに7分22秒の差をつけられる区間59位と惨敗。総合でもインドゥラインに14分1秒差をつけられる8位と後退し、完全に3連覇の夢はこのステージで絶たれた。
第21ステージは個人タイムトライアルだったが、インドゥラインは区間優勝を果たし、ブーニョ以下に対して完全に決着をつけた。
後に、史上初のツール総合5連覇を果たすことになるインドゥラインの最初の総合優勝はこうして達成された。
最終ステージではゴールスプリントで蛇行したアブドヤパロフが道路脇の広告モニュメントに激突し転倒、後続車も次々と巻き添えになり、シャンゼリゼのゴールは阿鼻叫喚の状態となった。アブドヤパロフはそのまま病院送りとなり、表彰式でも3賞のうちの一人が欠けるという異例の事態になった。

## 最後の放送
NHKでの放送がこの年の大会をもって最後となり、翌年からはフジテレビに放映権が移ることになった。なお、1985年から1991年の7年間に亘ってNHKが取材してきたツールの総集編がDVDとなって発売されている。

## 総合成績
| 順位 | 選手名                         | 国籍           | チーム   | バイク   | 時間       |
| ---- | ------------------------------ | -------------- | -------- | -------- | ---------- |
| 1    | ミゲル・インドゥライン         | スペイン       | バネスト | ピナレロ | 101h01'20" |
| 2    | ジャンニ・ブーニョ             | イタリア       |          |          | 3' 36"     |
| 3    | クラウディオ・キアプッチ       | イタリア       |          |          | 5' 56"     |
| 4    | シャーリー・モテ               | フランス       |          |          | 7' 37"     |
| 5    | リュク・ルブラン               | フランス       |          |          | 10' 10"    |
| 6    | ローラン・フィニョン           | フランス       |          |          | 11' 27"    |
| 7    | グレッグ・レモン               | アメリカ合衆国 |          |          | 13' 13"    |
| 8    | アンドリュー・ハンプステン     | アメリカ合衆国 |          |          | 13' 40"    |
| 9    | ペドロ・デルガド               | スペイン       |          |          | 20' 10"    |
| 10   | ジェラール・ルー               | フランス       |          |          | 20' 13"    |
| 11   | エドゥアルド・チョザス         | スペイン       |          |          | 21' 00"    |
| 12   | アベラルド・ロンドン           | コロンビア     |          |          | 26' 47"    |
| 13   | ゲルトヤン・テュニス           | オランダ       |          |          | 27' 10"    |
| 14   | ジャンフランソワ・ベルナール   | フランス       |          |          | 28' 57"    |
| 15   | マウリツィオ・フォンドリエスト | イタリア       |          |          | 30' 09"    |
| 16   | デニ・ロー                     | フランス       |          |          | 30' 40"    |
| 17   | エリック・カリトゥー           | フランス       |          |          | 32' 39"    |
| 18   | アルベルト・カマルゴ           | コロンビア     |          |          | 32' 54"    |
| 19   | アルバーロ・メヒア             | コロンビア     |          |          | 33' 52"    |
| 20   | フレデリ・ビショー             | フランス       |          |          | 36' 43"    |